# Vibone
Vibone is een geslacht van hooiwagens uit de familie Neopilionidae.
De wetenschappelijke naam Vibone is voor het eerst geldig gepubliceerd door Kauri in 1961. 

## Soorten
Vibone is monotypisch en omvat slechts de volgende soort:
- Vibone vetusta